# Archiv bezpečnostních složek
Archiv bezpečnostních složek je český veřejný archiv zřízený v roce 2008. Archiv má přibližně 150 zaměstnanců a sídlí v Siwiecově ulici na pražském Žižkově. Motivací vzniku samostatného úřadu byla snaha umožnit zpřístupňování dokumentů represivních složek z období nacistické a zejména komunistické totality.
Archiv byl zřízen zákonem č. 181/2007 Sb., svou činnost začal vykonávat k 1. únoru 2008 a je správním úřadem, který je součástí rozpočtové kapitoly Ústavu pro studium totalitních režimů. Současným ředitelem ABS je Miroslav Urbánek.

## Činnosti archivu
Archiv zpřístupňuje veřejnosti spravované dokumenty na základě badatelských žádostí. Studovat archiválie je možné v pražské badatelně v ulici Na Struze u Národního divadla a v budově ABS v Brně-Kanicích na základně předchozího objednání. Od roku 2016 je část archiválií dostupná online prostřednictvím aplikace eBadatelna.
Vedle vyřizování občanských žádostí o dohledání a studium dokumentů, poskytuje ABS také podklady pro agendu jiných úřadů. Zpracovává stanoviska pro Ministerstvo obrany k osvědčení účastníků třetího odboje, dohledává dokumenty pro Ministerstvo vnitra k procesu získávání státního občanství, dále pak spolupracuje s Národním bezpečnostním úřadem, Bezpečnostní informační službou a jinými institucemi.
Archiv spolupracuje s podobnými institucemi v zahraničí, například s Archivem Ústavu paměti národa v Bratislavě. Jednou ročně vydává sborník. Každoročně pořádá dny otevřených dveří – v červnu k Mezinárodnímu dni archivů na pražském Braníku a v Kanicích a během státního svátku 17. listopadu v budově v ulici Na Struze nedaleko Národní třídy.

## Archivní fondy a sbírky
Archiv bezpečnostních složek k uchovává 20 368 běžných metrů archiválií uložených v 754 fondech a sbírkách (údaj platný k 31. 12. 2022). Většina z nich pochází z provenience ministerstev vnitra, Sboru národní bezpečnosti (Státní bezpečnosti a Veřejné bezpečnosti), Pohraniční straže a dalších. Velkou část v Archivu tvoří také dokumenty vzniklé u Vojenské kontrarozvědky, Zpravodajské správy Generálního štábu, či Odboru vnitřní ochrany Správy Sboru nápravné výchovy. Archiv též uchovává personální spisy příslušníků a zaměstnanců Ministerstva vnitra. Archiv obsahuje i filmy, které postupně digitalizuje, například instruktážní videa pro nové příslušníky sledovacího oddělení.

### Studijní ústav Ministerstva vnitra
Fondy tzv. Studijního ústavu Ministerstva vnitra jsou souborem několika desítek různých fondů účelově shromažďovaných od začátku 50. let 20. století. Z velké části šlo zejména o písemnosti ukořistěného původu a agendu kolaborantských organizací (např. materiály Vlajky, Kuratoria pro výchovu mládeže nebo NSDAP), výsledky poválečných retribučních šetření aj.
Počátkem 60. let byly k těmto fondům zařazeny materiály vzniklé z činnosti československých bezpečnostních a zpravodajských složek po roce 1945, které dokumentují historii a organizační vývoj těchto složek a Ministerstva vnitra zejména po roce 1948 a v 50. letech 20. století. K fondům bývalého SÚMV byly průběžně zpracovány rozsáhlé jmenné evidence, které za minulého režimu sloužily k vyhledávání informací k osobám, které byly aktivní za Protektorátu, ale jako pomůcka jsou využívány dodnes.
Mezi fondy bývalého SÚMV patří například fond 325 (Stíhání nacistických válečných zločinců). Ve něm jsou uložené archiválie dokumentující válečné zločiny a obsahuje mimo jiné i různá šetření k vyhlazení obce Lidice a Ležáky. Mezi další patří fond 141 (Německé soudy v říši) obsahující soudní spisy vedené převážně na československé občany, kteří byli v letech 1938–1945 souzeny německými soudy za politické přečiny proti Třetí říši. Za zmínku stojí rovněž fond 310 (Velitelství Státní bezpečnosti Praha) mapující organizaci a vývoj Státní bezpečnosti v letech 1945–1953. Obsahuje například spisy týkající se únorových událostí v roce 1948 a vyšetřování různých osob v době nastolování komunistické diktatury. Do skupiny fondů SÚMV patří také fond 318 (Hlavní správa tiskového dohledu MV), v němž je možné dohledat archiválie k cenzuře literatury, rozhlasu, divadla, filmu apod. v letech 1953–1969.
Fondy bývalého SÚMV původně tvořily jeden celek, ale v průběhu času (zejména v sedmdesátých a osmdesátých letech minulého století) byly rozděleny do více institucí a jsou nyní uloženy v několika českých a částečně i slovenských archivech. Největším příjemcem fondů SÚMV byl tehdejší Státní ústřední archiv v Praze tedy dnešní Národní archiv. Velká část fondů pak zůstala uložena na Ministerstvu vnitra a je tedy v dnešním Archivu bezpečnostních složek.

#### Archiv z věznice Plötzensee
V rámci fondu 141 z celku fondů Studijního ústavu je též archiv z věznice Plötzensee. V letech 1940 až 1945 bylo v nacistické věznici Plötzensee v Berlíně popraveno nebo zavražděno 617 hrdinů–odbojářů z území bývalého Československa, kteří se nejrůznějšími formami pokusili vzepřít Hitlerově totalitě. Kromě toho zde přišla o život i řada německých odbojářů (což se týká například i většiny těch, kdo se pokusili o státní převrat 20. července 1944.) Dokumentace ze soudních procesů a poprav obětí z českých zemí byla shromažďována ke konci druhé světové války v archivu Lidového soudního dvora (německy: Volksgerichtshof) v Berlíně. Na konci druhé světové války Rudá armáda zabavila dokumentaci Lidového soudního dvora a provedla selekci archiválií s tím, že do Moskvy byla odvezena veškerá fotodokumentace agentů Hlavní správy sovětské rozvědky (GRU) a ještě další dokumenty, které Sověti považovali za důležité. Zbytek archivu Lidového soudního dvora byl ponechán v Berlíně do poloviny 50. let 20. století. V následné selekci byly vybrány spisy českých obětí a ty pak byly oficiálně předány do Prahy do Studijního ústavu ministerstva vnitra. Státní bezpečnost, která jediná měla k archiváliím přístup, důkladně prošla především výslechové protokoly gestapa k osobám dosud žijícím, aby kompromitující informace takto získané zneužila při nátlaku na válku přeživší za účelem jejich získání pro spolupráci s StB. Po sametové revoluci v listopadu 1989 byla celá tato dokumentace z věznice Plötzensee převedena ze Studijního ústavu ministerstva vnitra do Archivu bezpečnostních složek, kde je k dispozici badatelům. Zbylé dokumenty z věznice Plötzensee, které se netýkají odbojářů z území bývalého Československa, jsou uloženy v Památníku německého odboje v Berlíně (Gedenkstätte Deutscher Widerstand).

### Operativní svazky Státní bezpečnosti
Operativní svazky rozvědky (I. správy SNB) a kontrarozvědky (II. správy SNB a jejích nástupců) jsou v případě rozvědky uloženy v rámci jednoho svazkového fondu, zatímco svazky kontrarozvědky jsou rozděleny podle základních typů, zejména pak do sbírky svazků tajných spolupracovníků, svazků kontrarozvědného rozpracování, objektových svazků a dalších. Spolu s nimi jsou také v ABS svazky Správy zpravodajské techniky SNB či Správy sledování SNB, Zpravodajské správy Generálního štábu, aj.

### Vyšetřovací spisy StB
V ABS jsou uloženy také vyšetřovací spisy Státní bezpečnosti zachycující vyšetřování trestných činů. Mezi nejčastější patří nedovolené opuštění republiky (emigrace), hanobení zemí socialistického tábora, či jejich představitele, a jiné. Velkou část spisů tvoří tzv. vykonstruované procesy zejména z 50. let 20. století. Ve sbírce vyšetřovacích spisů StB je uložen rovněž spis k procesu s Miladou Horákovou, k vyšetřování chartistů nebo k osobám odmítajících kolektivizaci. Vyšetřovací spisy jsou uložené ve fondu Ministerstva národní bezpečnosti, kde je například spis k procesu s Rudolfem Slánským, nebo ve sbírce Zvláštních vyšetřovacích spisů, což jsou spisy ukládané podle rozkazu ministra vnitra z roku 1957 do „zvláštní úlože“, zpravidla pro jejich celospolečenskou významnost. Archiv disponuje též několika rehabilitačními spisy ze 60. let, z nichž část je uložena v samostatné sbírce.

## Historie a ředitelé archivu
Archiv bezpečnostních složek vznikl společně s Ústavem pro studium totalitních režimů dne 1. února 2008 zákonem č. 181/2007 Sb. Archiv navázal zejména na Odbor archiv bezpečnostních složek Ministerstva vnitra, od kterého převzal velkou část zaměstnanců. Prvním ředitelem ABS byl zvolen László Bukovszky. V prvních letech své existence přebíral archiválie a evidenční pomůcky jednak od Ministerstva vnitra, ale také od Bezpečnostní informační služby, Úřadu pro zahraniční styky a informace, Ministerstva obrany, Ministerstva spravedlnosti a Vojenského zpravodajství. V listopadu 2008 byla podepsána dohoda o spolupráci se slovenskou obdobou ÚSTR a ABS - Ústavem paměti národa v Bratislavě. V červnu 2010 byl Bukovszky odvolán dočasným ředitelem ÚSTR Zdeňkem Hazdrou, za což byl Hazdra kritizován radou Ústavu. Jakožto pouze dočasně jmenovaný neměl podle některých radních zasahovat do personálních záležitostí, naopak radní Petruška Šustrová či Michal Stehlík odvolání Bukovszkého podpořili. Hazdra argumentoval zjištěním svého předchůdce Jiřího Pernese o údajných pochybení ředitele ABS v péči o archiválie, kdy byl nařknut ze ztrát, poškozování při digitalizaci (při používání průtahových skenerů) a ze zveřejňování citlivých dokumentů z provenience vojenské kontrarozvědky.  Bukovszky v této souvislosti podal žalobu na ochranu osobnosti a ucházel se o post ředitele i v následném výběrovém řízení vyhlášeném již novým ředitelem ÚSTR Hermanem, avšak neúspěšně. V letech 2016 až 2023 zastával Bukovszky post zplnomocněnce vlády Slovenské republiky pro národnostní menšiny. Po dočasném řízení archivu zástupcem ředitele Miroslavem Urbánkem byla v prosinci 2010 zvolena do vedení ABS ředitelka Státního okresního archivu v Pardubicích Jana Poddaná. Ta však byla Hermanem odvolána v lednu 2012 a na její místo nastoupila Zlatuše Kukánová. V dubnu 2013 byla ředitelkou ÚSTR Pavlou Foglovou rovněž odvolána pro personální nestabilitu ABS a chybovou digitalizaci. Nejvyšší kontrolní úřad uzavřel prověrku hospodaření ÚSTR a ABS s majetkem a penězi státu v letech 2012 až 2014. Konstatoval, že 9 let od vzniku obě instituce neplní svou základní roli, tedy zveřejňování dokumentů. Kontroloři, kteří prověřili vedení účetnictví a zadávání veřejných zakázek, však nezjistili žádná závažná pochybení. Výsledek interní i externí kontroly digitalizace potvrzuje její velkou chybovost v letech 2008 až 2014. Závěry kontrol byly částí bývalých zaměstnanců a odborů kritizovány z účelovosti.  Během vedení Světlany Ptáčníkové (2013-2023) byl na základě předchozích kontrol změněn systém digitalizace a spuštěna elektronická badatelna s možností vzdáleného studia archiválií.

## Budovy archivu

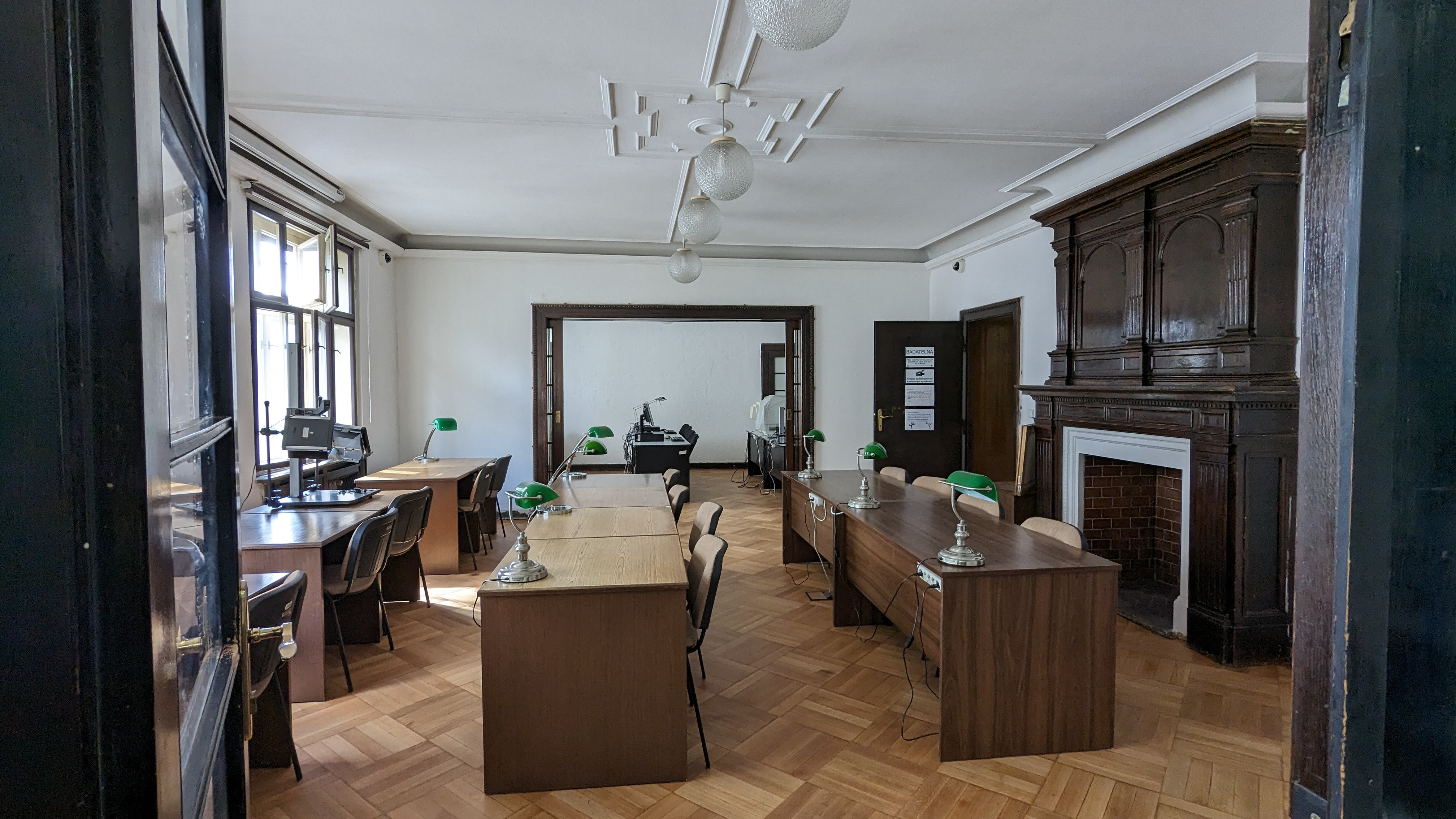
badatelna pro veřejnost v budově Na Struze, Praha

Archiv bezpečnostních složek oficiálně sídlí v budově na Žižkově v ulici Siwiecova společně s Ústavem pro studium totalitních režimů. Vedení ÚSTR však zahájilo v roce 2017 její rekonstrukci, která nebyla dosud dokončena a osud samotné stavby je zatím nejasný. Průběh rekonstrukce se stal předmětem kritiky z různých stran. Vedení Archivu se z tohoto důvodu přesunulo do své již stávající budovy v ulici Na Struze v Praze, ve které se nachází i badatelna pro veřejnost. Dům původně patřil rodině operní pěvkyně Soni Červené, které byl však během druhé světové války zabaven Gestapem. Následně budovu převzalo československé ministerstvo vnitra. V budově je dnes umístěno také 2. oddělení ABS, které spravuje zejména fondy Studijního ústavu MV, fondy Ministerstva vnitra ČSR a ČSSR a Federálního ministerstva vnitra ČSSR, či Evidenci emigrantů a navrátilců (EMAN).

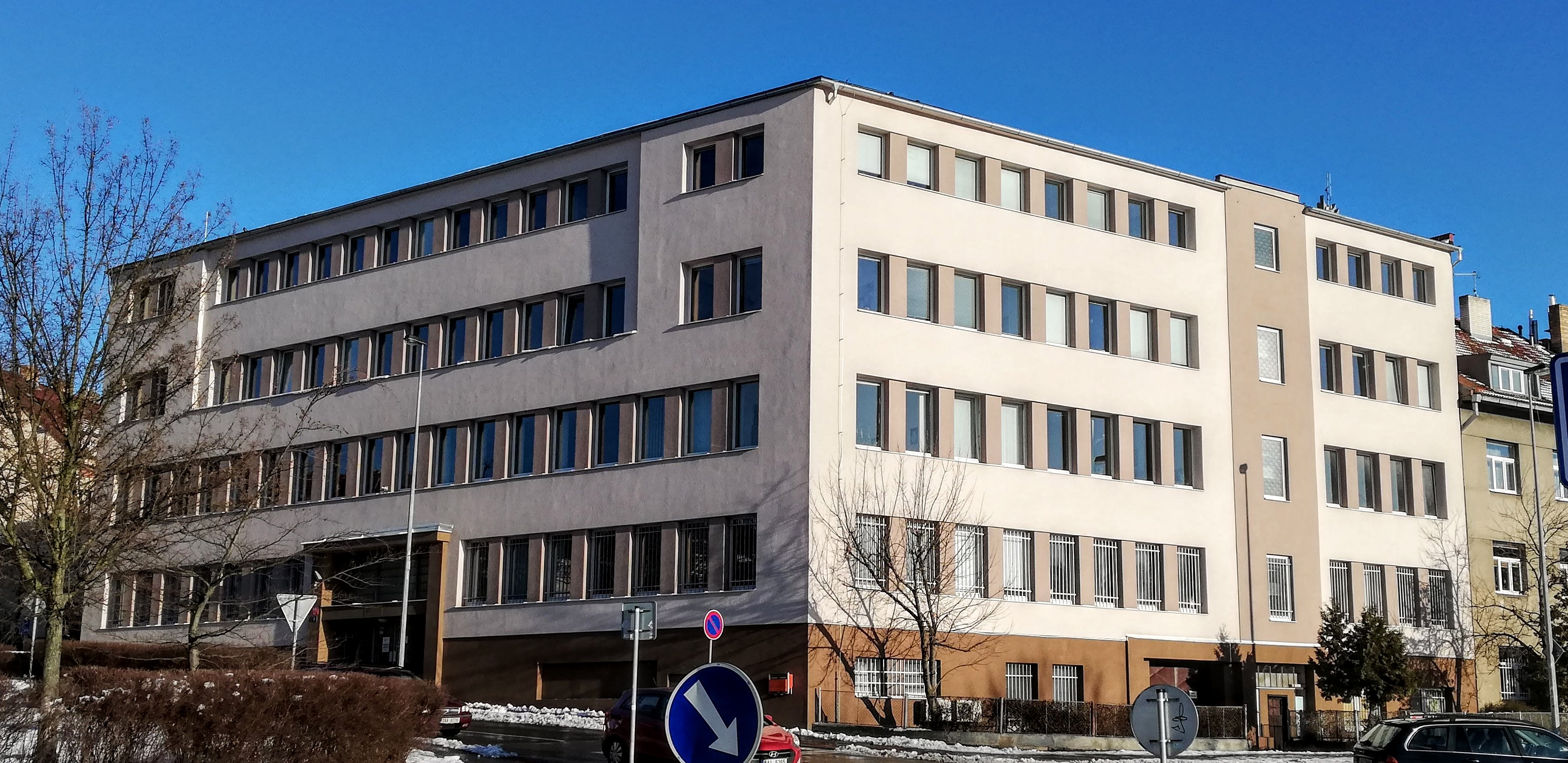
budova ABS na pražském Braníku

V další pražské budově na Branickém náměstí je umístěno 1. a 4. oddělení, digitalizace archivu a restaurátorské pracoviště. Jedná se o dům z roku 1937 (stavba zahájena v únoru 1936), který byl postaven pro nově vzniklé okresní policejní komisařství pro tehdejší Prahu XV s působností pro Braník, Hodkovičky, Lhotku, Horní Krč a Podolí. Autorem stavby je architekt Zdeněk Pštross. Na tehdejší poměry policejních budov byla jedna z nejmodernějších v republice a vzhledem k přestěhování jezdeckého oddělení z Prahy II byly v areálu budovy též postaveny stáje pro 35 koní. Před převzetím budovy Archivem zde bylo Náborové oddělení Krajského vojenského velitelství Středočeského kraje. Dnes jsou zde umístěny archiválie ze sbírek operativních svazků (svazky tajných spolupracovníků StB, svazky kontrarozvědného rozpracování aj.), vyšetřovací spisy Správy vyšetřování StB, svazky I. správy SNB (zahraniční rozvědky) nebo také svazky Vojenské kontrarozvědky.
Personální spisy Ministerstva vnitra, fondy Veřejné bezpečnosti, Pohraniční stráže a územních útvarů StB jsou umístěny v budově nedaleko obce Kanice u Brna. Původně měla stavba sloužit jako protiatomový kryt, avšak k tomuto účelu nebyla nakonec využívána. Vzhledem k nevyhovujícímu stavu budovy se již několikrát uvažovalo o přestěhování do nových prostor, naposledy v roce 2016 do Brna.

## Elektronická badatelna
V roce 2009 spustil ABS online elektronický archiv, avšak jeho rozvoj a provoz byl záhy utlumen. V roce 2016 pak byla definitivně zprovozněna elektronická badatelna. Pro přístup k digitalizovaným souborům v elektronickém archivu ABS musí být uživatel registrován. Pro registraci je možné použít též elektronickou identitu.
Od roku 2016 je možné si některé písemnosti vyhledat a prohlédnout i na dálku přes aplikaci eBadatelna. V ní je přes 8 milionů skenů (stav březen 2023). Od roku je 2022 je v této aplikaci možné vyhledávat nejen pomocí zpracovaných evidencí a jiných pomůcek, ale také fulltextově ve všech skenech v této aplikaci.